# Alberto Villalta
Alberto Villalta Ávila (San Salvador, 19 de novembro de 1947 – 4 de março de 2017) foi um futebolista profissional salvadorenho, que atuava como defensor.

## Carreira
Alberto Villalta fez parte do elenco da histórica Seleção Salvadorenha de Futebol da Copa do Mundo de 1970 e das Olimpíadas de 1968. 